# Can Llopard de Baix
Can Llopard de Baix és una casa de Gelida (Alt Penedès) protegida com a bé cultural d'interès local.

## Descripció
És un ampli casal a dos vessants, de planta, pis i golfes i cellers annexos. L'interior segueix la tradició de la gran entrada repartidora, l'escala que porta a la sala superior, repartidora de les habitacions. De la façana cal esmentar el portal de punt rodó amb la data de 1507, un finestral gòtic geminat -un dels pocs elements gòtics conservats al terme-, el rellotge de sol i l'era d'antigues rajoles amb dits marcats, mans, inicials i ferradures. Cal esmentar també una talla de Sant Marc datada el 1864 i una encisadora Mare de Déu de la Salut (còpia de la que fou cremada a la parròquia el 1936), existent a la casa des del volts del 1860, any en què fou adquirida en acció de gràcies per no haver pres mal quan s'ensorrà una biga de la casa mentre dormien.

## Història
Durant la plaga de la fil·loxera, els volts del 1881, s'instal·là a la finca una plantació de ceps americans, els quals proveïen arreu. L'any 1927, en Josep Estruch i Rosell, fou premiat amb un diploma per l'Institut Agrícol Català de Sant Isidre, degut a les excel·lències dels seus vins, en ocasió de l'Exposició Annexa al IV Congrés Nacional de Recs.